# Раджиха, Дауд
Дауд Раджиха (араб. داود راجحة‎; 1947, Дамаск — 18 июля 2012, Дамаск) — сирийский государственный и военный деятель, министр обороны Сирии (2011—2012).

## Биография
Дауд Раджиха родился в Дамаске в 1947 году. Православный христианин. В 1967 году окончил Военную академию, его военно-учётной специальностью являлась артиллерия. Дауду было присвоено звание генерал-лейтенанта в 1998 году, а генералом стал в 2005 году.
Генерал Раджиха занимал различные военные посты, был командиром батальона и бригады. В 2004 году он был назначен заместителем начальника Генерального штаба, а в 2009 году стал начальником Генерального штаба.
8 августа 2011 года Дауд Раджиха стал министром обороны Сирии. Эту должность он занимал до самой смерти.
Был убит 18 июля 2012 года в результате теракта, осуществлённого террористом-смертником в здании местной службы безопасности в Дамаске. У него осталась жена и четверо сыновей.